# Józef Gosławski
Józef Jan Gosławski (n. 24 aprilie 1908 - d. 23 ianuarie 1963) a fost un sculptor polonez.
A realizat grafica mai multor monede, medalii și a avut lucrări ca: monumentul lui Chopin din Żelazowa Wola (Mazovia), monumentul lui Mickiewicz din Gorzów Wielkopolski, statuia lui Piłsudski din Turek.
1. 1 2  The Fine Art Archive, accesat în 1 aprilie 2021